# Luděk Bohman
Luděk Bohman (* 2. prosince 1946, Nymburk) je bývalý československý atlet, sprinter.
V roce 1969 na ME v atletice v Athénách získal bronzovou medaili ve štafetě na 4 × 100 metrů. O dva roky později byl na evropském šampionátu v Helsinkách členem štafety (4 × 100 m), která vybojovala zlaté medaile. Kvarteto ve složení Ladislav Kříž, Juraj Demeč, Jiří Kynos a Luděk Bohman jako finišman zde zaběhlo trať v čase 39,3 sekund. Druzí skončili Poláci, třetí Italové.
V roce 1972 reprezentoval na Letních olympijských hrách v Mnichově, kde v běhu na 200 metrů skončil ve druhém semifinálovém běhu na pátém, prvním nepostupovém místě. Těsně pod stupni vítězů zde skončila československá sprinterská štafeta ve složení Jaroslav Matoušek, Juraj Demeč, Jiří Kynos a Luděk Bohman, když cílem proběhla jako čtvrtá v čase 38,82 (dosud platný národní rekord). Bronz získalo kvarteto ze Západního Německa, které bylo o tři setiny rychlejší.
Po skončení atletické kariéry působil jako trenér ve Slavii Praha, za kterou v roce 1966 a v letech 1969 – 1980 sám závodil. Atletice, rovněž sprintům, se věnoval také jeho stejnojmenný syn Ludvík (1973).